# Wirtschaftlicher Geschäftsbetrieb
Der wirtschaftliche Geschäftsbetrieb ist ein Begriff aus dem deutschen und österreichischen Steuerrecht. Er ist definiert als selbständige und nachhaltige Tätigkeit, durch die Einnahmen oder andere wirtschaftliche Vorteile erzielt werden und die über den Rahmen einer reinen Vermögensverwaltung hinausgeht (§ 14 Abgabenordnung bzw. § 31 Bundesabgabenordnung). Es ist nicht notwendig, dass eine Gewinnerzielungsabsicht vorliegt.
Der Begriff des wirtschaftlichen Geschäftsbetriebs hat vor allem Relevanz für die Abgrenzung zwischen der privaten Vermögensverwaltung und einer gewerblichen oder freiberuflichen Tätigkeit. Während Einkünfte aus privater Vermögensverwaltung – mit Ausnahme der Spekulationsgeschäfte – steuerlich unbeachtlich sind, so führt ein wirtschaftlicher Geschäftsbetrieb in der Regel zu ertragsteuerpflichtigen Gewinnen oder Verlusten.
Spezialformen sind der Betrieb gewerblicher Art (BgA) als wirtschaftlicher Geschäftsbetrieb der juristischen Personen des öffentlichen Rechts und zudem definiert der wirtschaftliche Geschäftsbetrieb den Teilbereich einer gemeinnützigen Organisation in Deutschland und in Österreich, die einen wirtschaftlich tätigen Zweig bildet. In Deutschland bildet der Zweckbetrieb und in Österreich der entbehrliche oder unentbehrliche Hilfsbetrieb einen steuerbefreiten Spezialfall des wirtschaftlichen Geschäftsbetriebes.

## Abgrenzung zur Vermögensverwaltung
Eine Vermögensverwaltung ist gegeben bei der verzinslichen Anlage von Kapitalvermögen und der Vermietung und Verpachtung von unbeweglichem Vermögen. Geht die Tätigkeit darüber hinaus, so dienen folgende Indizien und Merkmale der Unterscheidung:
- der Umfang der Geschäfte,
- das Unterhalten eines Büros
- die Anwendung einer Buchführung zur Gewinnermittlung
- die umfangreiche Organisationsstruktur zur Durchführung der Geschäfte,
- die Bewerbung der Tätigkeit,
- das Anbieten der Dienstleistung/der Produkte einer breiteren Öffentlichkeit gegenüber.